# 新市郵便局
新市郵便局（しんいちゆうびんきょく）は、広島県福山市にある郵便局。民営化前の分類では集配普通郵便局であった。

## 概要
住所：〒729-3199 広島県福山市新市町新市682

## 沿革
- 1955年（昭和30年）12月21日 - 網引郵便局から電話配達業務の一部[1]を移管[2]。
- 1961年（昭和36年）11月26日 - 電話交換、和文電報配達、国内欧文電報受付・配達および国際電報受付・配達業務を新市電報電話局に移管。
- 1965年（昭和40年）11月20日 - 特定郵便局から普通郵便局に局種改定[3]。
- 1979年（昭和54年）11月 - 局舎新築落成。
- 1984年（昭和59年）10月1日 - 金丸郵便局から集配業務を移管。
- 2000年（平成12年）8月14日 - 外国通貨の両替および旅行小切手の売買に関する業務取扱を開始。
- 2006年（平成18年）10月16日 - 芦田郵便局（〒720-1299→〒720-1261）から集配業務を移管[4]。
- 2007年（平成19年）10月1日 - 民営化に伴い、併設された郵便事業新市支店に一部業務を移管。
- 2012年（平成24年）10月1日 - 日本郵便株式会社発足に伴い、郵便事業新市支店を新市郵便局に統合。

## 取扱内容
- 郵便、印紙、ゆうパック、内容証明
- 貯金、為替、振替、振込、国際送金、国債、投資信託
- 生命保険、バイク自賠責保険、自動車保険
- ゆうちょ銀行ATM
- 福山市内の一部地域（新市町、芦田町：〒729-31xx、720-12xx）の集配業務
- ゆうゆう窓口

## 周辺
- 福山市役所新市支所
- 国道486号

## アクセス
- JR福塩線 新市駅から徒歩約5分
- 山陽自動車道 福山東ICから北西へ約13km
- 広島県道26号新市七曲西城線沿い
- 駐車場あり：10台